# Grand Prix Monako 1965
Grand Prix Monako 1965 (oryg. Grand Prix Automobile de Monaco) – 2. runda Mistrzostw Świata Formuły 1 w sezonie 1965, która odbyła się 30 maja 1965, po raz 12. na torze Circuit de Monaco.
23. Grand Prix Monako, 12. zaliczane do Mistrzostw Świata Formuły 1.

## Klasyfikacja
| Legenda oznaczeń w tabelach wyników Wyświetl szablon na nowej stronie | Legenda oznaczeń w tabelach wyników Wyświetl szablon na nowej stronie                                                                     |
| Oznaczenie                                                            | Wyjaśnienie |
| --------------------------------------------------------------------- | --- |
| Złoty                                                                 | Zwycięzca lub mistrzostwo |
| Srebrny                                                               | 2. miejsce lub wicemistrzostwo |
| Brązowy                                                               | 3. miejsce lub II wicemistrzostwo |
| Zielony                                                               | Ukończył, punktował (w klasyfikacji generalnej, gdy zdobył co najmniej jeden punkt na przestrzeni sezonu, poza trzema powyższymi opcjami) |
| Niebieski                                                             | Ukończył, nie punktował (w klasyfikacji generalnej, gdy nie zdobył co najmniej jednego punktu na przestrzeni sezonu)                      |
| Czerwony                                                              | Nie zakwalifikował się (NZ) |
| Czerwony                                                              | Nie prekwalifikował się (NPK) |
| Różowy                                                                | Nie ukończył (NU) |
| Różowy                                                                | Niesklasyfikowany (NS) (w klasyfikacji generalnej, gdy nie został sklasyfikowany w żadnym wyścigu sezonu)                                 |
| Czarny                                                                | Zdyskwalifikowany (DK) |
| Czarny                                                                | Wykluczony (WYK/EX) |
| Biały                                                                 | Nie wystartował (NW) |
| Biały                                                                 | Kontuzjowany (K/INJ) |
| Biały                                                                 | Wyścig odwołany (OD/C) |
| Bez koloru                                                            | Został wycofany (WYC/WD) |
| Bez koloru                                                            | Nie przybył (NP/DNA) |
| Bez koloru                                                            | Nie brał udziału w treningach (NT/DNP) |
| Bez koloru                                                            | Nie został zgłoszony (–) |
| Pogrubienie                                                           | Start z pole position |
| Kursywa                                                               | Najszybsze okrążenie wyścigu |
| †                                                                     | Nie ukończył, ale jego rezultat został zaliczony ze względu na przejechanie więcej niż 90% dystansu wyścigu.                              |
| *                                                                     | Sezon w trakcie |
| 1/2/3                                                                 | Punktowana pozycja w sprincie kwalifikacyjnym                                                                                             |
| Lista systemów punktacji Formuły 1                                    | |

| Pos | No | Nat               | Kierowca        | Konstruktor    | Okrążeń | Czas/powód NU   | Poz. Start. | Punktów |
| --- | -- | ----------------- | --------------- | -------------- | ------- | --------------- | ----------- | ------- |
| 1   | 3  | Wielka Brytania   | Graham Hill     | BRM            | 100     | 2:37:39.6       | 1           | 9       |
| 2   | 17 | Włochy            | Lorenzo Bandini | Ferrari        | 100     | +1:04.0         | 4           | 6       |
| 3   | 4  | Wielka Brytania   | Jackie Stewart  | BRM            | 100     | +1:41.9         | 3           | 4       |
| 4   | 18 | Wielka Brytania   | John Surtees    | Ferrari        | 99      | Brak paliwa     | 5           | 3       |
| 5   | 7  | Nowa Zelandia     | Bruce McLaren   | Cooper-Climax  | 98      | +2 Okrążeń      | 7           | 2       |
| 6   | 14 | Szwajcaria        | Jo Siffert      | Brabham-BRM    | 98      | +2 Okrążeń      | 10          | 1       |
| 7   | 12 | Szwecja           | Jo Bonnier      | Brabham-Climax | 97      | +3 Okrążeń      | 13          |         |
| 8   | 2  | Nowa Zelandia     | Denny Hulme     | Brabham-Climax | 92      | +8 Okrążeń      | 8           |         |
| 9   | 9  | Wielka Brytania   | Bob Anderson    | Brabham-Climax | 85      | +15 Okrążeń     | 9           |         |
| 10  | 10 | Australia         | Paul Hawkins    | Lotus-Climax   | 79      | Wypadek         | 14          |         |
| NU  | 1  | Australia         | Jack Brabham    | Brabham-Climax | 43      | Silnik          | 2           |         |
| NU  | 15 | Wielka Brytania   | Richard Attwood | Lotus-BRM      | 43      | Koło            | 6           |         |
| NU  | 19 | Stany Zjednoczone | Ronnie Bucknum  | Honda          | 33      | Skrz. biegów    | 15          |         |
| NU  | 11 | Australia         | Frank Gardner   | Brabham-BRM    | 29      | Silnik          | 11          |         |
| NU  | 16 | Wielka Brytania   | Mike Hailwood   | Lotus-BRM      | 12      | Skrz. biegów    | 12          |         |
| NU  | 20 | Stany Zjednoczone | Richie Ginther  | Honda          | 0       | Wał prz. napędu | 17          |         |
| NZ  | 8  | Austria           | Jochen Rindt    | Cooper-Climax  |         |                 |             |         |